# Marian Mokrski
Marian Mokrski (ur. 16 stycznia 1915 w Lublinie, zm. w 1940 na Morzu Północnym) – oficer Marynarki Wojennej, oficer nawigacyjny ORP „Orzeł”.

## Życiorys
Urodzony 16 stycznia 1915 r. w Lublinie, jako jedno z piątki dzieci Stanisława i Michaliny z d. Popielowskiej. Jego ojciec był sklepikarzem. Mokrski ukończył Gimnazjum im. Hetmana Zamoyskiego w Lublinie i rozpoczął naukę na Wydziale Morskim Szkoły Podchorążych Marynarki Wojennej. Na stopień podporucznika marynarki został mianowany ze starszeństwem z 15 października 1936 i 2. lokatą w korpusie oficerów morskich.
Po ukończeniu szkoły odbył kurs aplikacyjny dla podporuczników i w lutym 1937 r. został dowódcą plutonu w Kadrze Floty. W kwietniu służył na ORP „Burza” jako drugi oficer broni podwodnej, po czym skierowano go na dziewięciomiesięczny rejs szkolny na pokładzie francuskiego krążownika „Jeanne D’Arc”, a w kwietniu 1938 r. przydzielono go na ORP „Wicher” jako drugiego oficera broni podwodnej. W pierwszym półroczu 1939 r. uczęszczał na kurs pływania podwodnego dla oficerów i od maja został oficerem nawigacyjnym na ORP „Orzeł”.
W trakcie kampanii wrześniowej służył na ORP „Orzeł” i wraz z okrętem wyszedł w rejs po rozpoczęciu działań wojennych. Po internowaniu okrętu w porcie w Tallinnie brał czynny udział w ucieczce „Orła” do Wielkiej Brytanii. Opierając się na niemieckim Spisie świateł i sygnałów nawigacyjnych (Verzeichniss der Leuchtfeuer und Signalnstellen) na Morzu Bałtyckim, wykonał samodzielnie i z pamięci mapę Bałtyku i cieśnin duńskich, na podstawie której okręt wydostał się z Morza Bałtyckiego i po sześciotygodniowym rejsie dotarł do Wielkiej Brytanii. W dowód uznania otrzymał jako nagrodę od dowódcy okrętu kpt. Jana Grudzińskiego dwie ostatnie puszki ananasa i pochwałę.
Po przybyciu do Wielkiej Brytanii brał udział we wszystkich siedmiu rejsach patrolowych, a 8 czerwca 1940 r. został uznany za zaginionego wraz z całą załogą, gdy okręt nie wrócił z patrolu po Morzu Północnym. 
31 lipca 1940 został mianowany na stopień porucznika marynarki ze starszeństwem z 3 maja 1940 i 2. lokatą w korpusie oficerów morskich.

## Upamiętnienie
21 sierpnia 1946 r. brytyjska Admiralicja odznaczyła go Atlantic Star Ribbon i 1939-45 Star Ribbon. W 2002 r. został wybrany na patrona lubelskiego Gimnazjum nr 11. Mokrski został też patronem jednego ronda u zbiegu ul. Filaretów i Zana w Lublinie. Oryginalne mapy Mokrskiego znajdują się w Instytucie Polskim i Muzeum im. gen. Sikorskiego w Londynie.